# Itanhém
Itanhém este un oraș în statul Bahia (BA) din Brazilia.